# Контакты (Apple)
Контакты (англ. Contacts) — предустановленное проприетарное приложение, разработанное Apple, являющееся централизованным хранилищем контактной информации.

## Описание и использование
Приложение является предустановленным для ряда операционных систем, таких как iOS, iPadOS, macOS и watchOS. Позволяет добавлять, изменять и удалять контакты, выполнять разные виды сортировки, синхронизировать адресные книги сторонних учётных записей, настраивать шаблон контакта, также настраивать раздел vCard.
Каждый контакт в списке содержит в себе такие данные, как значок контакта, имя, фамилию, компанию при наличии, номера телефонов, почтовые адреса электронной почты, местоимения, заданный рингтон, заданный звук сообщения, веб-сайт контакта, день рождения, имена пользователя, адрес и другие.
С помощью приложения контактов можно совершить вызов, отправить сообщение или электронное письмо. Также приложение позволяет создать или импортировать список контактов, имеет встроенный поиск по контактам и автоматически форматирует номера телефонов по шаблону.
Характерной чертой приложения является тесная интеграция с iCloud, а значит и с такими сервисами, как почта, календарь, iMessage, FaceTime, карты и локатор.